# Володимирове
Володи́мирове (до 1948 року — Ней-Гофнунґсталь; крим. Ney Ğofnungstal) — село Курманського району Автономної Республіки Крим.